# Угочукву Одуеньї
Угочукву Огбонная Одуеньї (англ. Ugochukwu Ogbonnaya Oduenyi; нар. 3 лютого 1996) — нігерійський футболіст, нападник.

## Життєпис
Влітку 2016 року перейшов в оренду з «Академії Еммануеля Амуніке» до шведського «Юргордена», але виступав лише за резервну команду клубу. З січня по червень 2017 року грав в оренді за інший шведський клуб, «Васалундс».
У серпні 2018 року перейшов до представника австрійської Бундесліги ЛАСК, але вже незабаром після цього опинився в оренді в складі представника другого дивізіону хорватського чемпіонату «Сесвете». Дебютував за нову команду у жовтні 2018 року в поєдинку 8-го туру Другої ліги проти БСК (Б'єло Брдо), в якому на 60-й хвилині замінив Маріо Василя. Зіграв 3 матчі в Другому дивізіоні Хорватії, після чого під час зимової перерви сезону 2018/19 років повернувся до ЛАСКа.
У січні 2019 року відправився в оренду до клубу другого дивізіону чемпіонату Австрії «Горн». У другому дивізіоні Австрії дебютував у лютому 2019 року в стартовому складі поєдинку 16-го туру проти «Ліферінга», а на 58-й хвилині його замінив Келвін Арасе. У вересні 2019 року перейшов у інший австрійський клуб, «Рід». Разом з командою опустився до другого дивізіону. Але за підсумками сезону разом з командою повернув собі місце в Бундеслізі. Після цього залишив команду.
У січні 2021 року уклав договір з клубом вищого дивізіону чемпіонату України ФК «Минай».